# George Nelson
George Driver Nelson (Charles City, 13 de julho de 1950) é um astronauta norte-americano.
Formado em física e astronomia,  com pesquisas astronômicas realizadas na Europa e nos Estados Unidos, foi selecionado pela NASA como astronauta-pesquisador em janeiro de 1978, e participou de três missões do programa do ônibus espacial.
Sua primeira missão foi na STS-41-C Challenger em abril de 1984, onde a tripulação lançou e consertou satélites em órbita. Nela, Nelson voou solto pelo espaço usando a Unidade Portátil de Manobra, que permitia atividades extraveiculares sem o uso de cordões presos à Challenger.
Em janeiro de 1986, participou da STS-61-C Columbia, que realizou diversas experiências astrofísicas em órbita. Em 29 de setembro de 1988 voou em sua última missão, STS-26 Discovery, o primeiro voo do ônibus espacial após o acidente da Challenger em janeiro de 1986.